# Sárbogárd
Située à une cinquantaine de kilomètres à l’est du lac Balaton, Sárbogárd est une ville hongroise qui compte, en 2007 , 13 500 habitants et relève du département de Fejér, dans le Mezőföld. L'agglomération se trouve au point de jonction de routes importantes, notamment la grande route numéro 63 qui permet de l'approcher depuis Székesfehérvár et Szekszárd. La ligne de chemin de fer de Budapest à Pécs et à Bátaszék-Baja se ramifie sur son territoire. Elle bénéficie d’une jonction ferroutière avec Székesfehérvár et Dunaújváros.
Sárbogárd s’est formé au XIXe siècle par la fusion des plusieurs villages proches : Bogárd, Tinéd, Szentmiklós et Töbörzsök qui constituent la partie centrale de la ville d'aujourd’hui ; Sárhatvan, Pusztaegres, Kislók et Rétszilas se situent en périphérie.
La présence de l’homme est attestée depuis le Néolithique sur les tertres de lœss de bonne qualité de production qui s’élèvent des vallées bourbeuses de Sárviz. Le fortin de terre, ou le « château fort » qui date de l’âge du bronze se trouve au nord-est de la ville. On a trouvé dans la région d’importantes restes de l’époque romaine. À l'époque arpadienne, cette région était le territoire des Petchenègues qui ont défendu les passages de Sárvíz. Les deux plus importantes bourgades de la région étaient Bogárd et sa voisine Tinód. Leurs noms ont été adoptés par les familles qui les ont possédées. Selon la tradition Sebestyén Tinódi Lantos en est originaire. Sous la domination ottomane la colonie ne s’est pas dépeuplée et les occupants ont renforcé ses défenses par des palanques. Au XVIIIe siècle et au début du XIXe siècle les communautés qui se sont enrichies lentement ont bâti des églises et des écoles.
Le personnage le plus célèbre de Sárbogárd est Rudolf Meszlényi, homme politique de l’ère des réformes, qui épousa Zsuzsanna, sœur de Lajos Kossuth, et Kossuth a épousé Terézia, sœur de Meszlényi. On peut encore noter la famille Mészöly, autre famille importante de Sárbogárd, dont les descendants sont Géza Mészöly, le peintre, et Miklós Mészöly, l’écrivain.
Le développement de la ville s’est accéléré avec l’apparition du chemin de fer dans la deuxième partie du XIXe siècle où Tinód fit corps avec Bogárd. Entre 1854 et 1872 l'agglomération devint un chef-lieu de canton. Malgré les difficultés de la première partie du XXe siècle un lycée fonctionne à Sárbogárd. Au cours de la Seconde Guerre mondiale, Sárbogárd fut le théâtre de grandes batailles pour sa possession. La ville d’aujourd’hui est le résultat du développement après 1945.
La fusion avec Sárszentmiklós et Pusztaegres en 1986 lui a permis de retrouver son rang dans le canton.
Depuis les années 1980, les élèves du lycée entretiennent des échanges avec des élèves français par le truchement de l'association Bourgogne-France-Hongrie.

## Jumelage
- Dobrosilja (Ukraine)

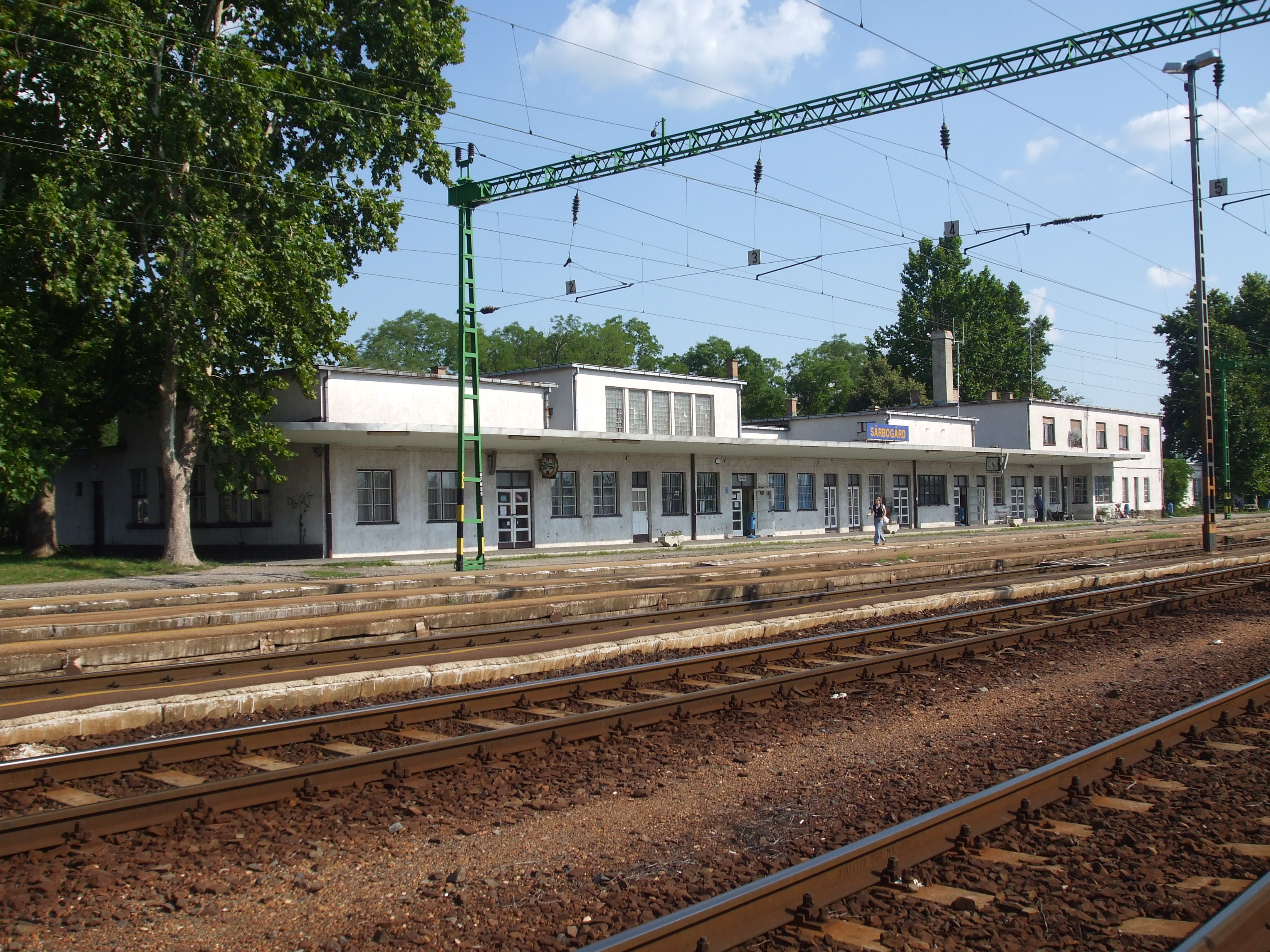
La gare de Sárbogárd
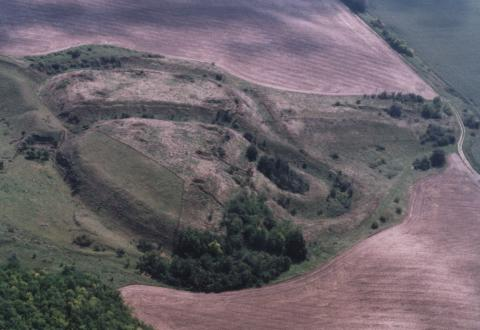
Vue aérienne de Sárbogárd
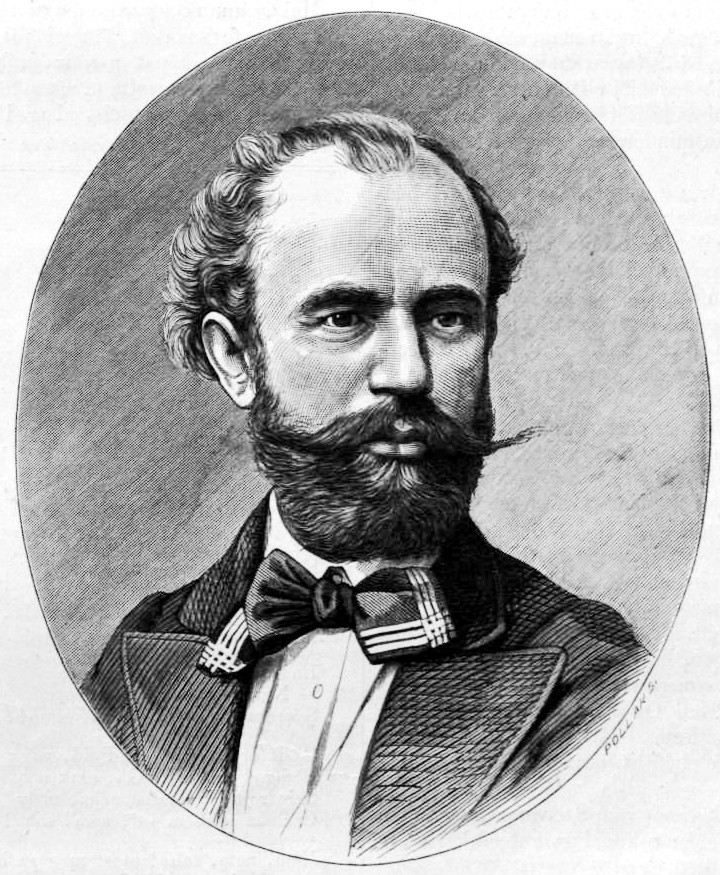
Géza Mészöly